# Ivan Knotek
Ivan Knotek (26. srpna 1936 Senica – 11. března 2020 Galanta) byl slovenský komunistický politik, působící především v 80. letech. Zastával významné stranické funkce včetně předsedy vlády Slovenské socialistické republiky v rámci federace.

## Život
V letech 1969–1981 působil jako vedoucí tajemník okresního výboru KSS (slovenská součást KSČ) v Galantě. V letech 1981–1986 byl tajemníkem a mezi lety 1987–1988 vedoucím oddělení stranické práce v zemědělství, potravinářském průmyslu, lesním a vodním hospodářství ÚV KSČ. V roce 1988 byl krátce tajemníkem ÚV KSS.
Od 12. října 1988 do 19. června 1989 byl předsedou vlády Slovenské socialistické republiky (SSR) v rámci ČSSR, zároveň plnil funkci místopředsedy federální vlády ČSSR vedené Ladislavem Adamcem. Od června do listopadu 1989 byl tajemníkem ÚV KSČ a v letech 1988–1989 i člen předsednictva ÚV KSČ.
Po sametové revoluci se začal věnoval podnikání.